# Isla Lobos (Sonora)
La isla Lobos es una isla del Golfo de California en México.
La Isla lobos incluye a Bahía Lobos y más de 18 ensenadas y esteros. Se localiza a 60 km al suroeste de Ciudad Obregón dentro del municipio de Guaymas. Presenta una barrera arenosa de 17 km de largo y una superficie de 1,950 ha. Esta barra que tiene forma de "L" se conoce como Isla Lobos. El clima es seco-cálido, con una temperatura media anual de 22 °C